# Orlando Chaves
Orlando Chaves S.D.B. (17 de fevereiro de 1900 - 15 de agosto de 1981) foi um prelado brasileiro, arcebispo de Cuiabá.

## Biografia
Nascido na cidade mineira de Campina Verde, região do Triângulo Mineiro, era filho de João Evangelista Rodrigues Chaves e Maria Matilde do Amaral Chaves. Estudou na própria cidade e depois foi estudar no Colégio Santa Rosa de Niterói. Iniciou seu noviciado no colégio salesiano de Lavrinha, em 1913. Fez pós-graduação em Teologia na Universidade de Turim, o berço da Congregação Salesiana. 
D. Orlando foi ordenado padre na ordem dos Salesianos em 10 de julho de 1927, pelo Cardeal Giuseppe Gamba. Em 29 de fevereiro de 1948, foi nomeado pelo Papa Pio XII como bispo de Corumbá, sendo sagrado em 27 de maio pelo arcebispo D. Carlo Chiarlo, núncio apostólico, com co-sagrantes D. José Carlos de Aguirre, bispo de Sorocaba e D. Pedro Massa, S.D.B., administrador apostólico de Porto Velho.
Em 18 de dezembro de 1956, foi elevado a metropolita da Arquidiocese de Cuiabá. Foi o responsável destruição da antigaCatedral Metropolitana Basílica do Senhor Bom Jesus em 1968 e da construção do novo prédio. Instituiu vários seminários da jurisdição e criou várias paróquias.
Faleceu em 15 de agosto de 1981, no exercício da prelazia, sendo sepultado na Catedral Metropolitana.